# Jan Smeets
Jan Smeets (Leida, 5 aprile 1985) è uno scacchista olandese, Grande maestro.
Vinse diversi campionati olandesi giovanili: under-14 nel 1998, under-16 nel 2000 e under-20 nel 2002.
Altre tappe della sua carriera:
- 2004 : ottiene a 19 anni il titolo di Grande Maestro
- 2005 : =2º con Šachrijar Mamed'jarov al Corus-B del torneo di Wijk aan Zee, dietro a Teimour Radjabov ma davanti, tra gli altri, a Magnus Carlsen;  2º al torneo di Hengelo dietro ad Aleksandr Rjazancev
- 2007 : =2º-4º all'Essent Open di Hoogoven (vinto da Eltaj Safarli)
- 2008 : vince il Campionato olandese assoluto
- 2010 : vince per la seconda volta il Campionato olandese.

È iscritto alla facoltà di Economia dell'Università Erasmus di Rotterdam.
Ha raggiunto il massimo Elo nel maggio del 2010, con 2659 punti.